# Somogyaracs
Somogyaracs es un pueblo ubicado en el distrito de Barcs, en el condado de Somogy, Hungría.

## Superficie
Posee una superficie de 7,700 kilómetros cuadrados.

## Demografía
Hasta 2019 la población era de 165 habitantes, con una densidad de población de 21,43 habitantes por kilómetro cuadrado.